# 金田一敦子
金田一 敦子（きんだいち あつこ、1939年4月26日 - ）は、日本の元女優。

## 人物
実業家・金田一国士の孫。従叔祖父に言語学者・民族学者の金田一京助がいる。父は東横百貨店渋谷店長。日本女子大学附属中学校を経て、日本女子大学附属高等学校に入学。1956年、女優をしていた叔母・三宅邦子の勧めで大映ニューフェイス10期生に応募し合格。同高校を2年で中退した。なお、同期には田宮二郎、叶順子、市田ひろみ、毛利郁子らがいた。叶順子、仁木多鶴子とともに大映若手三人娘として売り出された。
1957年4月3日公開の映画『忘れじの午後8時13分』で女優デビュー。1958年11月22日公開の『恋と花火と消火弾』では宇佐ひろ子役で主演した。また、ヒロインを演じた作品で著名なものとして、1958年6月22日公開の『恋を掏った女』での星野令子役、1958年7月27日公開『夜霧の滑走路』の佐伯美沙子役などがある
わずか3年間で30本以上の映画に出演したが、1960年4月27日の『大江山酒天童子』を最後に引退している。次回作として『すれすれ』に出演が決まっていたが、ベッド・シーンがあった為に本人が辞退。家族からも女優を辞めるよう強硬に言われていたこともあり、そのまま引退した。

## 出演映画

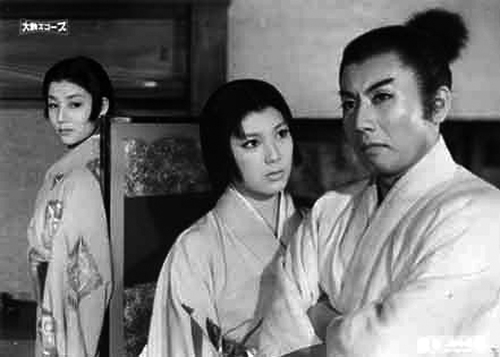
『若き日の信長』（1959年）。左から青山京子、金田一敦子、8代目市川雷蔵。

|     | 公開日         | 作品名                            | 製作     | 役名           |
| --- | -------------- | --------------------------------- | -------- | -------------- |
| 1.  | 1957年4月3日   | 『忘れじの午後8時13分』           | 大映東京 | 見知らぬ女店員 |
| 2.  | 1957年9月14日  | 『健太と黒帯先生』                | 大映東京 | 大山洋子       |
| 3.  | 1957年9月29日  | 『がんばれ！健太』                | 大映東京 | 不明           |
| 4.  | 1957年11月05日 | 『駐在所日記』                    | 大映東京 | 咲子           |
| 5.  | 1957年12月1日  | 『暖流』                          | 大映東京 | 篠田高子       |
| 6.  | 1958年1月15日  | 『有楽町で逢いましょう』          | 大映東京 | 関根令嬢       |
| 7.  | 1958年1月29日  | 『春高樓の花の宴』                | 大映東京 | 門弟B          |
| 8.  | 1958年3月18日  | 『氷壁』                          | 大映東京 | 八代の秘書     |
| 9.  | 1958年5月7日   | 『猫は知っていた』                | 大映東京 | 桑田ユリ       |
| 10. | 1958年3月5日   | 『母』                            | 大映東京 | 花嫁           |
| 11. | 1958年6月22日  | 『恋を掏った女』                  | 大映東京 | 星野令子       |
| 12. | 1958年7月27日  | 『夜霧の滑走路』                  | 大映東京 | 佐伯美沙子     |
| 13. | 1958年8月12日  | 『嵐の講道館』                    | 大映東京 | 有馬京子       |
| 14. | 1958年9月21日  | 『母の旅路』                      | 大映東京 | 伊吹光代       |
| 15. | 1958年9月21日  | 『都会という港』                  | 大映東京 | 仁科怜子       |
| 16. | 1958年11月1日  | 『娘の冒険』                      | 大映東京 | 秘書           |
| 17. | 1958年11月22日 | 『恋と花火と消火弾』              | 大映東京 | 宇佐ひろ子     |
| 18. | 1959年1月14日  | 『遊太郎巷談』                    | 大映京都 | つう姫         |
| 19. | 1959年2月10日  | 『最高殊勲夫人』                  | 大映東京 | 大島富士子     |
| 20. | 1959年2月18日  | 『たそがれの東京タワー』          | 大映東京 | 佐竹暁美       |
| 21. | 1959年3月17日  | 『若き日の信長』                  | 大映京都 | 弥生           |
| 22. | 1959年5月1日   | 『山田長政 王者の剣』             | 大映京都 | パッタマー姫   |
| 23. | 1959年5月13日  | 『氾濫』                          | 大映東京 | 三田令子       |
| 24. | 1959年7月26日  | 『暴風圏』                        | 大映東京 | 植草マリ       |
| 25. | 1959年8月19日  | 『川向うの白い道』                | 大映東京 | 佐山京子       |
| 26. | 1959年9月17日  | 『実は熟したり』                  | 大映東京 | 水上みどり     |
| 27. | 1959年10月18日 | 『貴族の階段』                    | 大映東京 | 氷見子         |
| 28. | 1959年12月27日 | 『初春狸御殿』                    | 大映京都 | 第二の姫       |
| 29. | 1960年1月3日   | 『セクシー・サイン 好き好き好き』 | 大映東京 | 井上和子       |
| 30. | 1960年1月27日  | 『流転の王妃』                    | 大映東京 | 皇后（婉容）   |
| 31. | 1960年2月24日  | 『嫌い嫌い嫌い』                  | 大映東京 | 新川紀久子     |
| 32. | 1960年4月6日   | 『暁の翼』                        | 大映東京 | 高井敏子       |
| 33. | 1960年4月27日  | 『大江山酒天童子』                | 大映京都 | 桂姫           |